# Bernhard Bönisch

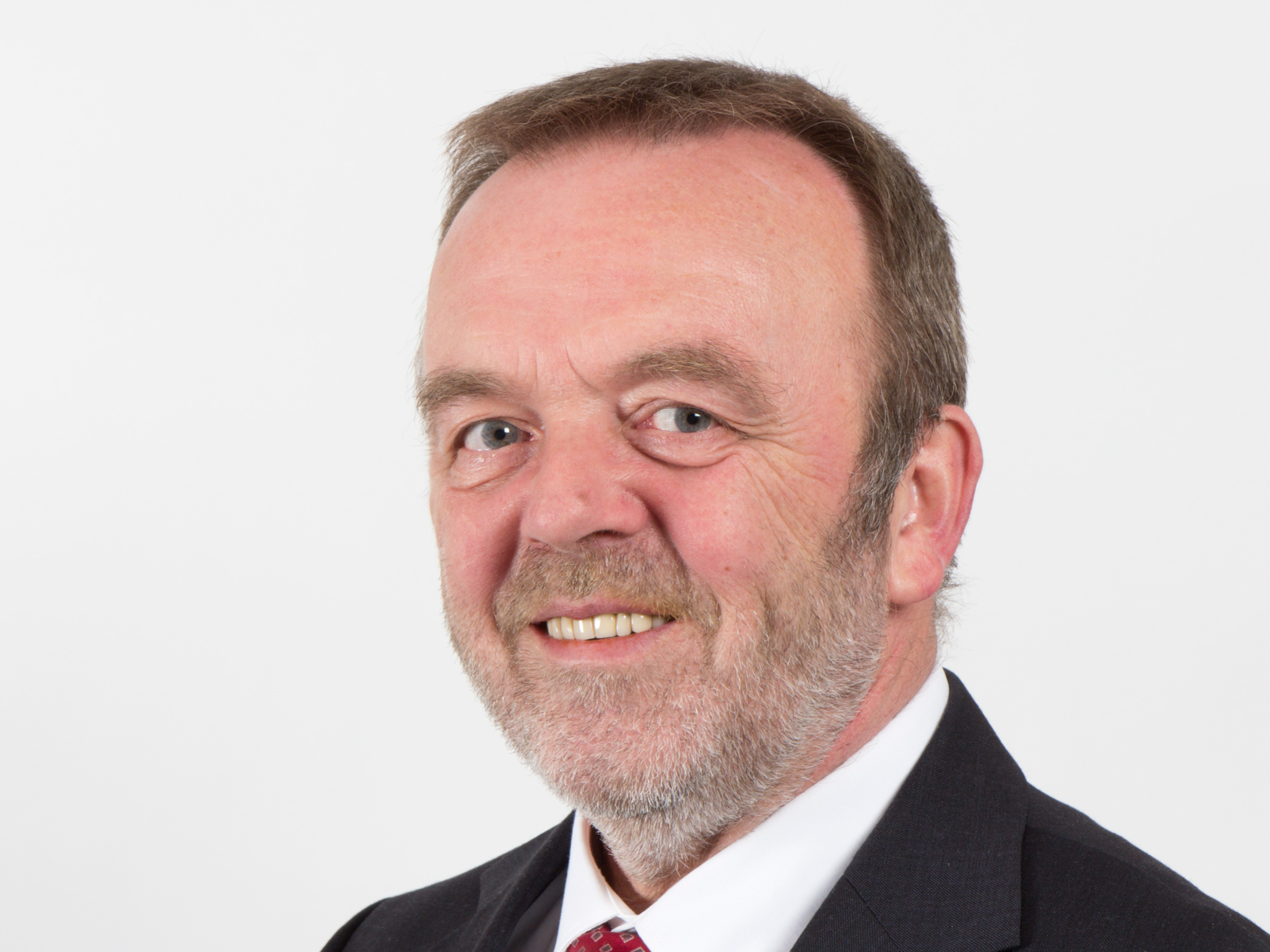
Bernhard Bönisch, 2012

Bernhard Bönisch (* 2. August 1953 in Halle (Saale)) ist ein deutscher Politiker (CDU). Er war von 2002 bis 2021 Abgeordneter im Landtag von Sachsen-Anhalt.

## Leben und Beruf
Bernhard Bönisch wurde 1953 in Halle (Saale) geboren, ist verwitwet und hat drei Söhne. Sein Abitur machte er 1972 an der Thomas-Müntzer-Schule. Bei der NVA absolvierte er in den Jahren 1972–1974 seinen Grundwehrdienst, bevor er das Studium der Mathematik an der Martin-Luther-Universität Halle-Wittenberg (Diplom 1979) aufnahm.
Im Anschluss war Bönisch bis 1988 EDV-Organisator im Energiekombinat Halle. Von 1989 bis 2002 arbeitete er als Abteilungsleiter Betriebsorganisation und EDV im Krankenhaus St. Elisabeth und St. Barbara. Berufsbegleitend absolvierte er ein Studium zum Diplom-Krankenhausbetriebswirt an der FH Osnabrück (1997–2000).

## Politik
Bönisch fungierte als Moderator am „Runden Tisch Bildung“ der Stadt Halle (Saale). CDU-Mitglied wurde er erst nach dem politischen Umbruch (1991). Von 1997 bis 2013 war Bönisch Kreisvorsitzender der CDU Halle und Mitglied des CDU-Landesvorstandes.
1994 wurde er erstmals zum halleschen Stadtrat gewählt. Bei den Kommunalwahlen 1999, 2004, 2009 und 2014 wurde er jeweils wiedergewählt. Von 1999 bis 2004 war er Vorsitzender des Stadtrates und von 2004 bis 2016 war er Fraktionsvorsitzender der CDU-Ratsfraktion (2004–2014) bzw. CDU/FDP-Ratsfraktion (2014–2016). Im November 2006 verlor Bernhard Bönisch als Kandidat der CDU die Stichwahl zum Oberbürgermeister der Stadt Halle (Saale) gegen Dagmar Szabados (SPD). Für die Oberbürgermeisterwahl 2012 wurde er erneut als Kandidat der CDU nominiert. Im ersten Wahlgang erreichte Bernhard Bönisch mit 35,30 % der Stimmen zwar die relative Mehrheit. Bei der Stichwahl am 15. Juli 2012 kam er aber nur auf 47,08 % der Stimmen und unterlag damit gegen Bernd Wiegand, der auf 52,92 % der Stimmen kam.
Seit 2002 ist Bernhard Bönisch Abgeordneter des Landtages von Sachsen-Anhalt. Wiederwahlen erfolgten 2006, 2011 und 2016. Er war in der 4. Wahlperiode (2002–2006) und 5. Wahlperiode (2006–2011) Mitglied der Ausschüsse für Finanzen sowie Gesundheit und Soziales. Von 2006 bis 2011 war er Vorsitzender des Unterausschusses Rechnungsprüfung. In der 6. Wahlperiode (2011–2016) war er Mitglied im Ausschuss für Inneres und Sport. Zudem war er bis August 2012 Mitglied im Ausschuss für Bildung und Kultur, bis er von der aus der Landtagsfraktion der Linken ausgetretenen und in die CDU-Landtagsfraktion übergetretene Edwina Koch-Kupfer abgelöst wurde. Des Weiteren bewarb sich Bönisch erfolglos um die Position des stellvertretenden Vorsitzenden (2006) und des sportpolitischen Sprechers (2011) seiner Landtagsfraktion. Zur Landtagswahl 2016 gelang ihm erneut der Einzug in den Landtag, er hatte einen Sitz in den Ausschüssen für Inneres und Sport sowie Arbeit und Soziales.

## Kritik
Bönisch wird wegen der mangelnden Wahrnehmung seines Landtagsmandats teils heftig kritisiert. Es wird angezweifelt, dass bei einer geringen Teilnahme an Fraktions- und Ausschusssitzungen „unter diesen Umständen Entscheidungen im Sinne des eigenen Wahlkreises“ überhaupt beeinflusst werden können. Die Volksstimme aus Magdeburg berichtete im Zuge der Neubesetzung des von Hardy Peter Güssau durch Rücktritt frei gewordenen Amtes des Landtagspräsidenten, für die sich Bönisch fraktionsintern bewarb, er habe die Sitzungen „eher durchgeschlafen“ und die „häufige Abwesenheit [sei] beliebtes Läster-Thema“ gewesen.

## Weitere Tätigkeiten
Bönisch arbeitet in verschiedenen Organisationen und Vereinen mit bzw. ist dort Mitglied, z. B. Stadt- und Landeselternrat, Universitätssportverein, Hospiz-Verein, Freiwilligenagentur Sachsen-Anhalt e.V.